# Halvány geze
A halvány geze (Iduna pallida) a madarak osztályának verébalakúak (Passeriformes) rendjébe és a nádiposzátafélék (Acrocephalidae)  családjába tartozó faj. Korábban a Hippolais nembe sorolták.

## Előfordulása
Középkelet-Európa déli részétől Ázsia középnyugati részéig, valamint Afrika északi és középső részéig költ, telelni Afrika középső részére és az Arab-félsziget délnyugati részére vonul. A természetes élőhelye nyílt, fűves térségek.

## Alfajai
- Iduna pallida elaeica (Lindermayer, 1843) – költési területe délkelet-Európától észak-Afganisztánig, télen a Szahel-övezet középső és keleti részén és ettől délre;
- Iduna pallida laeneni (Niethammer, 1955) – közép- és délkelet-Niger, Csád, észak-Nigéria, észak-Kamerun, nyugat-Szudán;
- Iduna pallida pallida (Hemprich & Ehrenberg, 1833) – költési területe nyugat- és észak-Egyiptom, észak-Szudán, télen Szudántól Eritreáig;
- Iduna pallida reiseri (Hilgert, 1908) – költési területe Algéria, Tunézia, Líbia, délkelet-Marokkó, télen a Szaharától délre vonul;
- Iduna pallida alulensis (Ash et al., 2005) – észak-Szomália partvidéke.

A korábban alfajnak tekintett spanyol geze (Iduna opaca) az újabb rendszerezések szerint külön faj, Spanyolországban és északnyugat-Afrikában költ, a Szahel-övezet nyugati részén és attól délre telel.

## Megjelenése
Testhossza 12-14 centiméter, szárnyfesztávolsága 18-21 centiméter, testtömege 8-13 gramm.

## Életmódja
Rovarokkal és lárváikkal táplálkozik.

## Szaporodása

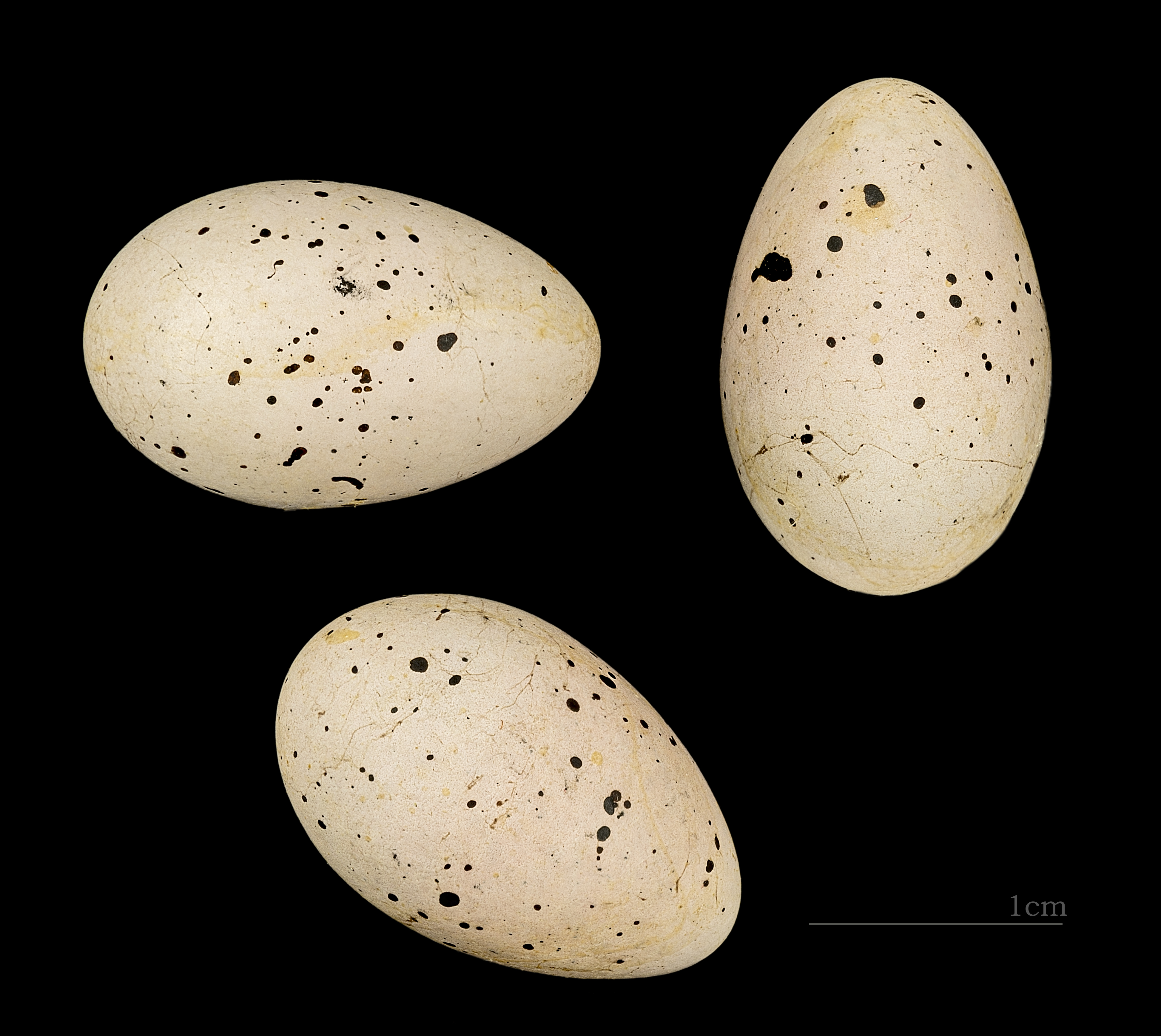
Iduna pallida elaeica

A fák vékony ágaira készíti fészkét. Fészekalja 4 tojásból áll, melyen 12-13 napig kotlik. A fiókák még egy hétig a fészekben tartózkodnak.

## Kárpát-medencei előfordulása
Magyarországon rendszeres fészkelő, májustól augusztusig tartózkodik a területen.

## Védettsége
Magyarországon védett, természetvédelmi értéke 50 000 Ft.